# Chakkarapalli
Chakkarapalli es una ciudad censal situada en el distrito de Thanjavur en el estado de Tamil Nadu (India). Su población es de 6227 habitantes (2011). Se encuentra a 16 km de Thanjavur y a 23 km de Kumbakonam.

## Demografía
Según el censo de 2011 la población de Chakkarapalli era de 6227 habitantes, de los cuales 2789 eran hombres y 3438 eran mujeres. Chakkarapalli tiene una tasa media de alfabetización del 86,59%, superior a la media estatal del 80,09%: la alfabetización masculina es del 91,17%, y la alfabetización femenina del 82,95%.